# Mandela Hall
O Mandela Hall é um clube para apresentações de rock e heavy metal na cidade de Belfast, na Irlanda do Norte, com capacidade para 900 pessoas.